# Port Gibson
Port Gibson és una població dels Estats Units a l'estat de Mississipi. Segons el cens del 2000 tenia 1.840 habitants.

## Demografia
Segons el cens del 2000, Port Gibson tenia 1.840 habitants, 692 habitatges, i 447 famílies. La densitat de població era de 403,7 habitants per km².
Dels 692 habitatges en un 30,6% hi vivien nens de menys de 18 anys, en un 31,9% hi vivien parelles casades, en un 27,2% dones solteres, i en un 35,3% no eren unitats familiars. En el 30,8% dels habitatges hi vivien persones soles el 13,9% de les quals corresponia a persones de 65 anys o més que vivien soles. El nombre mitjà de persones vivint en cada habitatge era de 2,64 i el nombre mitjà de persones que vivien en cada família era de 3,33.
Per edats la població es repartia de la següent manera: un 29,3% tenia menys de 18 anys, un 10,5% entre 18 i 24, un 24,7% entre 25 i 44, un 20,9% de 45 a 60 i un 14,5% 65 anys o més.
L'edat mediana era de 34 anys. Per cada 100 dones de 18 o més anys hi havia 76,2 homes.
La renda mediana per habitatge era de 24.848 $ i la renda mediana per família de 28.958 $. Els homes tenien una renda mediana de 28.036 $ mentre que les dones 21.115 $. La renda per capita de la població era de 12.928 $. Entorn del 26% de les famílies i el 31,3% de la població estaven per davall del llindar de pobresa.

## Poblacions més properes
El següent diagrama mostra les poblacions més properes.